# Sant Miquel de Fluvià
Sant Miquel de Fluvià est une commune d'Espagne dans la communauté autonome de Catalogne, province de Gérone, de la comarque d'Alt Empordà

## Lieux et monuments
- L'église de Sant Miquel de Fluvià, construite du XIe au XVIe siècle ;
- La rectorie de Sant Miquel de Fluvià, des XVIIIe et XIXe siècles :
- L'ermitage Saint-Sébatien, du XVIIIe siècle ;
- La gare des trains, entrée en service en 1877.